# Ущевицы
Уще́вицы — деревня в Большеврудском сельском поселении Волосовского района Ленинградской области.

## История
Впервые упоминается в Писцовой книге Водской пятины 1500 года как сельцо Ушья Весь в Григорьевском Льешском погосте.
На карте Ингерманландии А. И. Бергенгейма, составленной по шведским материалам 1676 года, она обозначена как деревня Usavitsa.
На шведской «Генеральной карте провинции Ингерманландии» 1704 года — как деревня Usavitz.
Как деревня Ущемиц она упомянута на карте Ингерманландии А. Ростовцева 1727 года.
Как деревня Ущевицы — на карте Санкт-Петербургской губернии Я. Ф. Шмидта 1770 года.
На карте Санкт-Петербургской губернии Ф. Ф. Шуберта 1834 года обозначена деревня Ущевицы, состоящая из 67 крестьянских дворов.

УЩЕВИЦЫ — деревня принадлежит полковнику Гербелю, число жителей по ревизии: 191 м. п., 216 ж. п. (1838 год)

На карте профессора С. С. Куторги 1852 года обозначена деревня Ущевицы, состоящая из 67 дворов.

УЩЕВИЦЫ — деревня наследников полковника Гербеля, 17 вёрст по почтовой, а остальное по просёлочной дороге, число дворов — 50, число душ — 157 м. п. (1856 год)

УЩЕВИЦЫ — деревня, число жителей по X-ой ревизии 1857 года: 141 м. п., 164 ж. п., всего 305 чел.

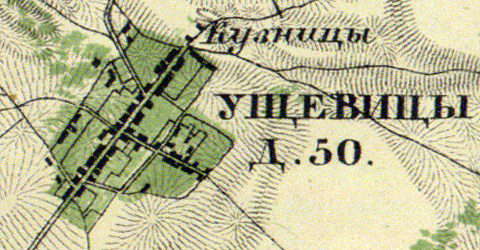
Деревня Ущевицы на карте 1860 года

Согласно «Топографической карте частей Санкт-Петербургской и Выборгской губерний» 1860 года, деревня Ущевицы состояла из 50 дворов, на северной окраине деревни находились кузницы.

УЩЕВИЦЫ — деревня владельческая при колодце, по левую сторону Нарвского шоссе, от Ямбурга в 27 верстах, число дворов — 54, число жителей: 191 м. п., 236 ж. п. (1862 год)

В 1865—1866 годах временнообязанные крестьяне деревни Ушевицы выкупили свои земельные наделы у А. Г. Гергросс и стали собственниками земли.

УЩЕВИЦЫ — деревня, по земской переписи 1882 года: семей — 66, в них 167 м. п., 160 ж. п., всего 327 чел.

УЩЕВИЦЫ — деревня, число хозяйств по земской переписи 1899 года — 66, число жителей: 166 м. п., 163 ж. п., всего 329 чел.;
 разряд крестьян: бывшие владельческие; народность: русская

В конце XIX — начале XX века деревня Ущевицы административно относилась к Княжевской волости 1-го стана Ямбургского уезда Санкт-Петербургской губернии.
В 1917 году деревня Ущевицы входила в состав Княжевской волости Ямбургского уезда.
С 1917 по 1927 год деревня Ущевицы входила в состав Ущевицкого сельсовета Молосковицкой волости Кингисеппского уезда.
Согласно данным переписи населения СССР 1926 года в деревне Ущевицы проживал 361 человек, большинство русские, а также эстонцы.
С 1927 года в составе Молосковицкого района.
С 1928 года в составе Больше-Хотыницкого сельсовета.
Согласно топографической карте 1930 года деревня насчитывала 90 дворов.
С 1931 года в составе Волосовского района.
По данным 1933 года деревня Ущевицы входила в состав Большехотыницкого сельсовета Волосовского района.
С 1935 года в составе Хотыницкого сельсовета.

План деревни Ущевицы. 1938 год

Согласно топографической карте 1938 года деревня насчитывала 81 двор.
Деревня была освобождена от немецко-фашистских оккупантов 29 января 1944 года.
С 1954 года в составе Каложицкого сельсовета.
С 1963 года в составе Кингисеппского района.
С 1965 года вновь в составе Волосовского района. В 1965 году население деревни Ущевицы составляло 196 человек.
По административным данным 1966, 1973 и 1990 годов деревня Ущевицы также входила в состав Каложицкого сельсовета.
В 1997 году в деревне проживали 688 человек, в 2002 году — 624 человека (русские — 82 %), в 2007 году — 767.
10 февраля 2006 года областным законом № 37 было уточнено написание наименования деревни — Ущевицы (вместо Ушевицы).
В мае 2019 года деревня вошла в состав Большеврудского сельского поселения.

## География
Деревня расположена в северо-западной части района на автодороге 41К-192 (Хотыницы — Каложицы) в месте примыкания к ней автодороги 41К-359 (Ущевицы — Большие Озертицы).
Расстояние до административного центра поселения — 4 км.
Расстояние до ближайшей железнодорожной станции Молосковицы — 8 км.

## Демография
| 1862 | 2002 | 2007 | 2010 | 2017 |
| ---- | ---- | ---- | ---- | ---- |
| 427  | ↗624 | ↗767 | ↘720 | ↗878 |

### Национальный состав
Согласно данным Всероссийской переписи населения 2021 года в деревне проживали 670 человек, из них:
 русские — 568, украинцы — 26, армяне — 19, чуваши — 14, таджики — 15, узбеки — 9, немцы — 5, марийцы — 3, молдаване — 2, татары — 2, арабы — 1, башкиры — 1, карелы — 1, киргизы — 1, лезгины — 1, эстонцы — 1, якуты — 1 человек, остальные национальность не указали.

## Улицы
Зелёная.